# نهر بوتلاش
يقع نهر بوتلاش (بالإنجليزية: The Potlatch River)‏ في ولاية أيداهو في الولايات المتحدة. يبلغ طوله حوالي 56 ميل (90 كـم) وهو الرافد الرئيسي الأدنى لنهر كليرووتر، وهو أحد روافد نهر الأفعى والذي بدوره رافد لنهر كولومبيا. كانت منطقة بوتلاتش محاطة في السابق بالمراعي القاحلة في هضبة كولومبيا المتاخمة للسفوح الغربية لجبال روكي، وتُستخدم اليوم بشكل أساسي لأغراض الزراعة والري.
اسمه مشتق من بوتلاش، وهو نوع من الاحتفالات التي يقيمها السكان الأصليون في شمال غرب المحيط الهادئ؛ عاشت إحدى هذه القبائل على طول النهر لمئات السنين قبل وصول المستوطنين. استقر الرواد في مستجمعات المياه وأنشأوا المزارع والمراعي في أواخر القرن التاسع عشر.
أدى قطع الأشجار إلى القضاء على معظم الغابات الموجودة داخل مستجمعات المياه ولا تزال بيئة النهر في طور التعافي. يعد صيد الأسماك والمشي لمسافات طويلة والتخييم من الأنشطة الترفيهية الشهيرة على النهر. تقع 14 بالمائة من مستجمعات المياه على الأراضي العامة. كانت قبل قطع الأشجار والزراعة العديد من أنواع النباتات الواقعة على ضفاف النهر والغابات تنبت في مستجمعات المياه، ولا تزال العديد من أنواع الأسماك تسبح في النهر وروافده. وتعتبر جبال هودو هي مصدر نهر بوتلاش.